# Fußball-Weltmeisterschaft der Frauen 2011/Brasilien
Dieser Artikel behandelt die Brasilianische Fußballnationalmannschaft der Frauen bei der Fußball-Weltmeisterschaft der Frauen 2011 in Deutschland. Brasilien stand vor der WM auf dem dritten Platz der FIFA-Weltrangliste und nahm an allen bisherigen Weltmeisterschaften teil. Beim letzten Turnier 2007 wurde erstmals das Finale erreicht, das gegen Deutschland mit 0:2 verloren wurde. Auch bei den letzten Olympischen Spielen in Peking wurde der zweite Platz erreicht. Herausragende Spielerin des Vizeweltmeisters ist Marta, die fünfmalige FIFA-Weltfußballerin und Torschützenkönigin (sieben Tore) der letzten Weltmeisterschaft.

## Qualifikation
Brasilien qualifizierte sich mit sieben Siegen und 25:2 Toren als Südamerikameister 2010 für die Endrunde. Erfolgreichste Torschützinnen der Sudamericano Femenino waren Marta (neun Tore) und Cristiane (acht Tore).

### Der Weg zur WM
Die Meisterschaft fand im November 2010 in Ecuador statt. Eine Qualifikation gab es nicht. Vor- und Finalrunde wurden im Ligasystem ausgetragen.

#### Vorrunde
| Rang | Land      | Tore  | Punkte |
| ---- | --------- | ----- | ------ |
| 1    | Brasilien | 13:01 | 12     |
| 2    | Kolumbien | 17:02 | 09     |
| 3    | Paraguay  | 08:06 | 06     |
| 4    | Venezuela | 05:15 | 03     |
| 5    | Uruguay   | 02:21 | 0      |

| 5. November 2010 in Loja    |   |           |           |
| Brasilien                   | – | Venezuela | 4:0 (3:0) |
| 7. November 2010 in Loja    |   |           |           |
| Uruguay                     | – | Brasilien | 0:4 (0:3) |
| 11. November 2010 in Cuenca |   |           |           |
| Kolumbien                   | – | Brasilien | 1:2 (0:2) |
| 13. November 2010 in Cuenca |   |           |           |
| Brasilien                   | – | Paraguay  | 3:0 (2:0) |

#### Finalrunde
| Rang | Land        | Tore | Punkte |
| ---- | ----------- | ---- | ------ |
| 1    | Brasilien   | 12:1 | 9      |
| 2    | Kolumbien   | 02:6 | 4      |
| 3    | Chile       | 02:4 | 2      |
| 4    | Argentinien | 00:5 | 1      |

| 17. November 2010 in Latacunga |   |             |           |
| Brasilien                      | – | Argentinien | 4:0 (2:0) |
| 19. November 2010 in Latacunga |   |             |           |
| Brasilien                      | – | Kolumbien   | 5:0 (1:0) |
| 21. November 2010 in Quito     |   |             |           |
| Chile                          | – | Brasilien   | 1:3 (1:2) |

## Kader für die WM
Am 25. Mai 2011 wurde ein vorläufiger Kader mit 25 Spielerinnen benannt, der am 10. Juni noch auf 21 reduziert wurde. Erfahrenste Spielerin ist die 33-jährige Formiga, die bereits an vier WM-Endrunden teilnahm und nach Birgit Prinz die meisten WM-Spiele aller Teilnehmerinnen bestritten hat. Außer drei Spielerinnen, die in den Vereinigten Staaten oder Schweden spielen, sind alle Spielerinnen derzeit in Brasilien aktiv oder vertragslos. Die Spielerinnen haben eine Durchschnittsgröße von 167 cm, wobei Maurine mit 159 cm die kleinste und die nicht eingesetzte Torhüterin Thaís mit 181 cm die größte Spielerin ist.
| Nr.                         | Spieler          | Geburtsdatum | Verein                             | Länderspiele | Länderspieltore | WM-Spiele                   | WM 2011 | WM 2011 | WM 2011      | WM 2011          | WM 2011     | WM 2011 |
|                             |                  |              |                                    |              |                 |                             | Sp.     | Tore    | Gelbe Karten | Gelb-Rote Karten | Rote Karten |         |
| Tor                         | Tor              | Tor          | Tor                                | Tor          | Tor             | Tor                         | Tor     | Tor     | Tor          | Tor              | Tor         | Tor     |
| --------------------------- | ---------------- | ------------ | ---------------------------------- | ------------ | --------------- | --------------------------- | ------- | ------- | ------------ | ---------------- | ----------- | ------- |
| 1                           | Andréia Suntaque | 14.09.1977   | FC Santos                          | 50           | 0               | 10 (2003, 2007)             | 4       | 0       | 0            | 0                | 0           |         |
| 12                          | Bárbara          | 04.07.1988   | Foz Cataratas FC                   | 18           | 02              |                             | 0       | 0       | 0            | 0                | 0           |         |
| 21                          | Thaís            | 19.06.1987   | Bangu AC                           | 12           | 0               |                             | 0       | 0       | 0            | 0                | 0           |         |
| Abwehr                      |                  |              |                                    |              |                 |                             |         |         |              |                  |             |         |
| 2                           | Maurine          | 14.01.1986   | Western New York Flash             | 48           | 11              |                             | 4       | 0       | 1            | 0                | 0           |         |
| 3                           | Daiane           | 15.04.1983   | São José EC                        | 15           | 03              |                             | 3       | 0       | 1            | 0                | 0           |         |
| 4                           | Aline Pellegrino | 07.06.1982   | FC Santos                          | 27           | 04              | 5 (2007)                    | 4       | 0       | 1            | 0                | 0           |         |
| 5                           | Renata Costa     | 08.07.1986   | vertragslos                        | 66           | 27              | 9 (1999, 2003, 2007)        | 3       | 0       | 1            | 0                | 0           |         |
| 6                           | Rosana           | 07.07.1982   | Centro Olímpico                    | 36           | 08              | 8 (2003, 2007)              | 4       | 2       | 0            | 0                | 0           |         |
| 13                          | Érika            | 04.02.1988   | FC Santos                          | 18           | 09              |                             | 4       | 1       | 1            | 0                | 0           |         |
| 14                          | Fabiana          | 04.08.1989   | FC Santos                          | 22           | 04              |                             | 4       | 0       | 0            | 0                | 0           |         |
| 16                          | Elaine           | 01.11.1982   | Tyresö FF                          | 18           | 04              | 5 (2007)                    | 0       | 0       | 0            | 0                | 0           |         |
| 20                          | Roseane          | 23.07.1985   | Bangu AC                           | 12           | 0               |                             | 0       | 0       | 0            | 0                | 0           |         |
| Mittelfeld                  |                  |              |                                    |              |                 |                             |         |         |              |                  |             |         |
| 7                           | Ester            | 09.12.1982   | FC Santos                          | 30           | 02              | 6 (2007)                    | 4       | 0       | 0            | 0                | 0           |         |
| 8                           | Formiga          | 03.03.1978   | vertragslos                        | 50           | 12              | 17 (1995, 1999, 2003, 2007) | 4       | 0       | 0            | 0                | 0           |         |
| 9                           | Beatriz          | 17.12.1993   | Bangu AC                           | 03           | 0               |                             | 1       | 0       | 0            | 0                | 0           |         |
| 15                          | Francielle       | 18.10.1989   | São José EC                        | 19           | 05              |                             | 4       | 0       | 0            | 0                | 0           |         |
| Angriff                     |                  |              |                                    |              |                 |                             |         |         |              |                  |             |         |
| 10                          | Marta            | 19.02.1986   | Western New York Flash             | 73           | 80              | 10 (2003, 2007)             | 4       | 4       | 1            | 0                | 0           |         |
| 11                          | Cristiane        | 15.05.1985   | FC Santos                          | 60           | 43              | 10 (2003, 2007)             | 4       | 2       | 0            | 0                | 0           |         |
| 17                          | Daniele          | 02.04.1983   | CR Vasco da Gama                   | 12           | 03              |                             | 0       | 0       | 0            | 0                | 0           |         |
| 18                          | Thaís Guedes     | 20.01.1993   | Bangu AC                           | 06           | 0               |                             | 1       | 0       | 0            | 0                | 0           |         |
| 19                          | Grazielle        | 28.03.1981   | America FC                         | 19           | 05              |                             | 1       | 0       | 0            | 0                | 0           |         |
| Trainerstab                 |                  |              |                                    |              |                 |                             |         |         |              |                  |             |         |
| Técnico da Seleção Feminina | Kleiton Lima     | 05.05.1974   | Confederação Brasileira de Futebol |              |                 |                             | 4       | 0       | 0            | 0                | 0           |         |
| Anmerkungen:1. 2. 3.        |                  |              |                                    |              |                 |                             |         |         |              |                  |             |         |

## Vorbereitung
Zur Vorbereitung auf die WM wurden zwei Testspiele angesetzt.
| Datum         | Ort    | Gegner      | Ergebnis    |
| ------------- | ------ | ----------- | ----------- |
| 14. Mai 2011  | Maceio | Chile       | 3:0 (2:0)   |
| 16. Juni 2011 | Recife | Argentinien | ausgefallen |

## Gruppenspiele
Brasilien wurde bei der Auslosung der Gruppen als „Gruppenkopf“ gesetzt. In Gruppe D traf Brasilien im ersten Spiel auf Asienmeister Australien. Australien begann forsch und hatte schon in der 6. Minute eine erste Torgelegenheit. In der Folge erspielte sich Australien ein Übergewicht und so kamen die höher eingeschätzten Brasilianerinnen kaum ins Spiel. Weltfußballerin Marta konnte kaum Akzente setzen. Beim Abschluss fehlte den Matiladas allerdings die Genauigkeit. Auch in der 2. Halbzeit hatte Australien mehr vom Spiel, aber in der 54. Minute gelang Rosana, die sich im Strafraum gegen mehrere Australierinnen durchsetzen konnte, das überraschende 1:0 für Brasilien. Bis zum Ende der Partie drängten die Australierinnen auf den Ausgleich, konnten aber selbst beste Chancen nicht verwerten. Es war der sechste Sieg – bei drei Niederlagen – gegen Australien für die Brasilianerinnen.
Im zweiten Spiel traf Brasilien auf den ehemaligen Weltmeister Norwegen. Die Norwegerinnen hatten zunächst mehr vom Spiel, ohne sich aber zwingende Torchancen zu erspielen. In der 22. Minute gelang dann Marta nach einem regelwidrigen Einsatz gegen Berge das 1:0. Fortan wurde die Weltfußballerin bei jedem Ballkontakt vom Publikum ausgepfiffen. (Die FIFA wertete das Tor in ihrer Tageszusammenfassung als Bestätigung ihrer Wahl zur Weltfußballerin.) Die Pfiffe legten sich erst als Marta zunächst in der 46. Minute das 2:0 durch Rosana vorbereitete und dann das 3:0 in der 48. Minute selber erzielte. Danach bemühten sich die Norwegerinnen zwar um den Anschlusstreffer, da für sie die Tordifferenz noch von Bedeutung sein konnte, scheiterten aber immer wieder an der brasilianischen Abwehr. Gefahr für das brasilianische Tor konnten sie nur bei Ecken verbreiten, standen sich dann aber oft selber im Wege, da sie mit mehreren Spielerinnen den Fünfmeterraum besiedelten. Bei einigen schnellen Kontern der Brasilianerinnen über Marta erhielt diese dann auch Applaus vom Publikum. Am Ende verwalteten die Brasilianerinnen das Ergebnis, das für sie den Einzug ins Viertelfinale bedeutete. Denn selbst bei einer Niederlage zum Abschluss der Gruppenphase gegen den WM-Neuling und Zweiten der Afrikameisterschaft 2010 Äquatorialguinea, in dessen Kader mehrere eingebürgerte Brasilianerinnen standen, wäre ihnen einer der ersten beiden Plätze sicher gewesen. Gegen Norwegen war es im achten Spiel der vierte Sieg, bei zwei Remis – davon eins im Elfmeterschießen gewonnen – und zwei Niederlagen.
Beim ersten Aufeinandertreffen mit Äquatorialguinea kam Brasilien zu einem 3:0-Erfolg, der maßgeblich von den Fehlern der Afrikanerinnen begünstigt wurde. Diese konnten zwar bis zur 49. Minute einen Rückstand vermeiden, da „Handballerin“ Bruna gegen Marta den Guido machte und sie auf Schritt und Tritt verfolgte – selbst als Marta das Gespräch mit ihrem Trainer suchte – wodurch diese sichtlich genervt wirkte. Das 1:0 erzielte Érika durch eine feine Einzelleistung, das 2:0 in der 54. Minute Cristiane nach Vorarbeit von Marta. Als Marta in der Schlussminute im Strafraum gefoult wurde, verwandelte Cristiane auch den fälligen Strafstoß. Mit diesem Sieg zieht Brasilien als einzige Mannschaft ohne Gegentor als Gruppensieger ins Viertelfinale.
| Rang | Land             | Tore | Punkte |
| ---- | ---------------- | ---- | ------ |
| 1    | Brasilien        | 7:0  | 9      |
| 2    | Australien       | 5:4  | 6      |
| 3    | Norwegen         | 2:5  | 3      |
| 4    | Äquatorialguinea | 2:7  | 0      |

| Mittwoch, 29. Juni 2011, 18:15 Uhr in Mönchengladbach |   |            |           |
| Brasilien                                             | – | Australien | 1:0 (1:0) |
| Sonntag, 3. Juli 2011, 18:15 Uhr in Wolfsburg         |   |            |           |
| Brasilien                                             | – | Norwegen   | 3:0 (1:0) |
| Mittwoch, 6. Juli 2011, 18:00 Uhr in Frankfurt        |   |            |           |
| Äquatorialguinea                                      | – | Brasilien  | 0:3 (0:0) |

## Viertelfinale
Als Gruppensieger traf Brasilien im Viertelfinale am 10. Juli in Dresden auf die USA, Gruppenzweiter der Gruppe C. Zuvor gab es 27 Spiele zwischen beiden Teams, 23 gewannen die USA, zwei gewann Brasilien, zwei Spiele endeten remis, wovon die USA eins im Elfmeterschießen gewann. Zuletzt waren beide im Finale der Olympischen Spiele in Peking aufeinandergetroffen und die USA gewannen mit 1:0 nach Verlängerung.
Beide Mannschaften begannen nervös und so lenkte die brasilianische Libera Daiane die erste scharfe Hereingabe in der 2. Minute ins eigene Tor. Schon kurz nach dem erneuten Anstoß zeigte sich auch die Nervosität auf Seiten der US-Amerikanerinnen, aber Hope Solo konnte eine Cristiane-Flanke abfangen. Danach beruhigte sich das Spiel etwas und hochkarätige Torchancen blieben Mangelware. In der 22. Minute unterlief Solo einen Eckstoß von Marta, aber Aline Pellegrino köpfte ans Außennetz. Das Spiel wurde härter und die Schiedsrichterin aus Australien verteilte Gelbe Karten – insgesamt sieben im Spielverlauf, u. a. an Marta, die fortgesetzt die Schiedsrichterentscheidungen kritisierte und sich damit auch wieder den Unmut des Publikums zuzog, das sie fortan bei jeder Aktion auspfiff. Die USA retteten den Vorsprung aber in die Halbzeitpause. Nach der Pause gab es zunächst wenige Torgelegenheiten, zu oft wurde der Ball von beiden Mannschaften weit nach vorne geschlagen, wo er keine Abnehmerin fand. Erst in der 63. Minute traf Carli Lloyd nach einem Freistoß per Kopfball die Latte des brasilianischen Tores. Drei Minuten später wurde es dramatisch. Rachel Buehler legte Marta im Strafraum und sah dafür als erste Feldspielerin des Turniers die Rote Karte. Den fälligen, von Cristiane getretenen Elfmeter hielt Solo, aber da eine Spielerin des US-Teams zu früh in den Strafraum gelaufen war, wurde der Elfmeter wiederholt und Marta verwandelte sicher. Danach tat sich lange Zeit nichts, da die Südamerikanerinnen ihre Überzahl und technischen Vorteile nicht ausnutzen konnten und es folgte die dritte Verlängerung dieses Viertelfinales. Bereits in der 2. Minute der Verlängerung gelang Marta die Führung für Brasilien, als sie eine von Maurine aus leicht abseitsverdächtiger Position hereingeschlagene Flanke mit dem Rücken zum Tor annahm und an den Innenpfosten schoss, wovon der Ball für Solo unerreichbar ins Netz sprang. Nun mussten die US-Girls dem Rücksprung hinterherlaufen, was sie meist ohne große Präzision taten. Erst in der 122. Minute konnte Abby Wambach eine weite Flanke von Megan Rapinoe ins Tor köpfen. Kurz danach wurde abgepfiffen und es gab das zweite Elfmeterschießen bei dieser WM. Auch dieses begann mit einem wiederholten Elfmeter, denn als die brasilianische Torhüterin Andréia Suntaque den ersten Elfmeter von Shannon Boxx hielt, stand sie zu weit vor der Torlinie. Beim 2. Versuch war Boxx erfolgreicher. Danach verwandelten Christiane, Lloyd, Marta und Wambach sicher, ehe Daiane vergab, der schon in der 2. Minute das Eigentor unterlief. Da danach alle weiteren Schützinnen trafen gewannen die USA das Elfmeterschießen mit 5:3 – die letzte Brasilianerin musste nicht mehr antreten. Damit war auch der letzte noch im Wettbewerb befindliche Kontinentalmeister bei dieser WM vor dem Halbfinale ausgeschieden und zum ersten Mal in der WM-Geschichte erreichte kein aktueller Kontinentalmeister das Halbfinale.

## Auszeichnungen
Érika und Marta wurden in das All-Star-Team gewählt und Marta mit dem silbernen Schuh für die zweitbeste Torschützin ausgezeichnet. Zudem wurde das Tor von Érika gegen Äquatorialguinea für die Wahl zum besten Tor des Turniers nominiert.